# 松平直暠
松平 直暠（まつだいら なおきよ）は、出雲母里藩の第6代藩主。母里松平家6代。

## 略伝
安永5年12月12日（1777年）、播磨明石藩主・松平直泰の四男として生まれる。寛政3年（1791年）4月16日、母里藩の第5代藩主・松平直行の婿養子として迎えられ、寛政4年（1792年）10月27日の直行の隠居により家督を継ぐ。
寛政8年（1796年）7月27日に死去した。享年21。跡を実弟で養子の直方が継いだ。